# Человеческий лейкоцитарный антиген

Локализация генов HLA в 6 хромосоме

Человеческие лейкоцитарные антигены, или система тканевой совместимости человека  (англ. HLA, Human Leukocyte Antigens) — группа антигенов гистосовместимости, главный комплекс гистосовместимости (далее MHC) у людей. Представлены более, чем 150 антигенами. Локус, расположенный на 6-й хромосоме содержит большое количество генов, связанных с иммунной системой человека. Этими генами кодируются в том числе и антигенпредставляющие белки, расположенные на поверхности клетки. Гены HLA являются человеческой версией генов MHC многих позвоночных (на них проводилось множество исследований MHC генов).

## Классы HLA
Молекулы главного комплекса гистосовместимости I класса (субклассы A, B, C, F) представляют пептиды из цитоплазмы на поверхности клетки (включая вирусные пептиды при их наличии). Эти пептиды представляют собой фрагменты белков, разрушенных в протеасомах. Длина пептидов в среднем около 9 аминокислот. Чужеродные антигены привлекают Т-киллеры (также называемые CD8-положительными или цитотоксическими Т-клетками), которые уничтожают клетку-носитель антигена. Молекулы этого класса присутствуют на поверхности всех типов клеток, кроме эритроцитов и клеток трофобласта.
Молекулы главного комплекса гистосовместимости II класса (DP, DM, DOA, DOB, DQ, DR) представляют антигены из пространства вне клетки T-лимфоцитам. Некоторые антигены стимулируют деление Т-хелперов, которые затем стимулируют B-клетки для производства антител к данному антигену. Молекулы этого класса находятся на поверхности антигенпредставляющих клеток: дендритных клеток, макрофагов, B-лимфоцитов. 
Молекулы главного комплекса гистосовместимости III класса кодируют компоненты системы комплемента, белков, присутствующих в крови.
У HLA есть и другие роли. Они важны в защите от болезней, могут быть причиной отторжения органов после пересадки, могут защищать от рака или увеличивать его вероятность (если их количество снижено из-за частых инфекций). Они могут влиять на развитие аутоиммунных заболеваний (например, сахарного диабета I типа, целиакии). HLA могут быть связаны с некоторыми индивидуальными запахами, играющими роль при выборе половых партнёров.
Кроме генов, кодирующих 6 основных антигенпрезентирующих белков, существует много других генов, вовлеченных в функционирование иммунной системы, которые также находятся в комплексе HLA. Разнообразие HLA в человеческой популяции является одним из аспектов обороны от болезней, и, следовательно, шансы совпадения всех генов HLA во всех локусах очень невелики. Изначально HLA-гены были идентифицированы при успешных трансплантациях органов между людьми с похожими HLA.

## История
Открыты в 1952 году Жаном Доссе, Барухом Бенасеррафом и Джорджем Снеллом (Нобелевская премия по физиологии или медицине 1980 года).

## HLA-гены как причина бесплодия и невынашивания беременности
Правильное развитие беременности зависит от толерантности иммунной системы матери к эмбриону. Анализ на гены HLA может помочь в поиске причины бесплодия или невынашивания беременности неясного генеза . Эмбрион представляет собой смесь «своего» и «чужого», поскольку эмбрион происходит из материнского и отцовского геномов. Самое главная проблема заключается в том, что материнская иммунная система должна принять «чужие» молекулы и антигены тканей во время имплантации эмбриона, при этом сохраняя способность бороться с инфекциями и патогенами до зачатия и во время беременности . Механизмы иммунной толерантности матери к антигенно чужеродному плоду без сопутствующей потери защитных возможностей против патогенов являются факторами, лежащими в основе успеха беременности . Считается, что совпадение супругов по генам HLA 2 класса повышает риск бесплодия и невынашивания беременности в данной паре, так как эволюционно важно, чтобы плод обладал разными генами для лучшего приспособления к окружающей среде. В то же время совпадение по генам 1 класса приветствуется естественным отбором. Клетки экстраовариального трофобласта имеют уникальный, специфичный для тканей паттерн экспрессии HLA именно 1 класса, который включает HLA-G, HLA-E и полиморфный HLA-C, но не высокополиморфные HLA-A и HLA-B .
Нарушение процесса толерантности или повышенная активность иммунокомпетентных клеток может привести к иммунному бесплодию, ситуации, при которой иммунная система женщины атакует ее собственные репродуктивные клетки, что делает невозможным зачатие или сохранение беременности. В матке обнаружена особая субпопуляция NK-клеток, называемых маточным NK-клетками (uNK). В настоящее время многие исследования сосредоточены на их роли при физиологической и патологической беременности, поскольку NK-клетки играют ключевую роль в фетально-материнской иммунной толерантности . Плацентация – это процесс, ведущий к развитию плаценты, и представляющий собой наиболее сложный иммунологический этап во время беременности. В это время антигены плода и материнская иммунная система взаимодействуют впервые, и при физиологической беременности достигается тонкий баланс между иммунотолерантностью и сдерживанием трофобластической инвазии в эндометриальную ткань . Механизмы в плаценте регулируются взаимодействиями между материнскими иммуноглобулин-подобными рецепторами-киллерами (KIR), расположенными на uNK-клетках, и их лигандами: молекулами HLA-C, представленными клетками трофобласта плода. Эти взаимодействия приводят к стимулированию или ингибироваию NK-клетки, изменению цитотоксичности и секреции клеткой цитокинов и факторов роста. Плод получает гены HLA-C и от отца и от матери, и эти гены могут быть представлены двумя вариантами – С1 и С2. Различие матери и отца по варианту гена HLA-С могут нарушить баланс активирующих и ингибирующих сигналов в NK-клетках плода и трофобласта и повысить риск невынашивания беременности. Правильные взаимодействия между рецепторами KIR на женских uNK-клетках и молекулами HLA-C, обнаруженными на поверхности зародышевых клеток, стратегически важны во время имплантации эмбриона .
HLA-G является важным фактором в принятии плода матерью, играя центральную роль в поддержании иммуносупрессивного состояния и в ремоделировании спиральных артерий. HLA-G был широко изучен при расстройствах плацентации, таких как преэклампсия и задержка роста плода. Большой интерес к HLA-G обусловлен его потенциальным использованием в качестве клинического маркера неблагоприятных исходов беременности, включая выкидыш, привычное невынашивание беременности и рецидивирующую неудачу имплантации. Клинический интерес сосредоточен как на определении концентрации sHLA-G, так и на исследовании полиморфизма гена HLA-G . Полиморфизмы генов HLA-F и HLA-G, включая полиморфизм одного нуклеотида (SNP) в прогестерон-чувствительном элементе, связаны со временем наступления беременности. В зависимости от генотипа SNP эффект прогестерона варьируется, что приводит к различиям в экспрессии HLA-F и, следовательно, во взаимодействии с рецепторами на NK-клетках матки. Исследования показывают, что экспрессия HLA-G и HLA-F как клетками трофобласта эмбрионального происхождения, так и клетками эндометрия и децидуальной оболочки, а также взаимодействие HLA-G и HLA-F со специфическими рецепторами на иммунных клетках матки стимулируют и облегчают имплантацию эмбриона и плацентацию путем секреции факторов роста, цитокинов и ангиогенных факторов . 